# John F. MacArthur

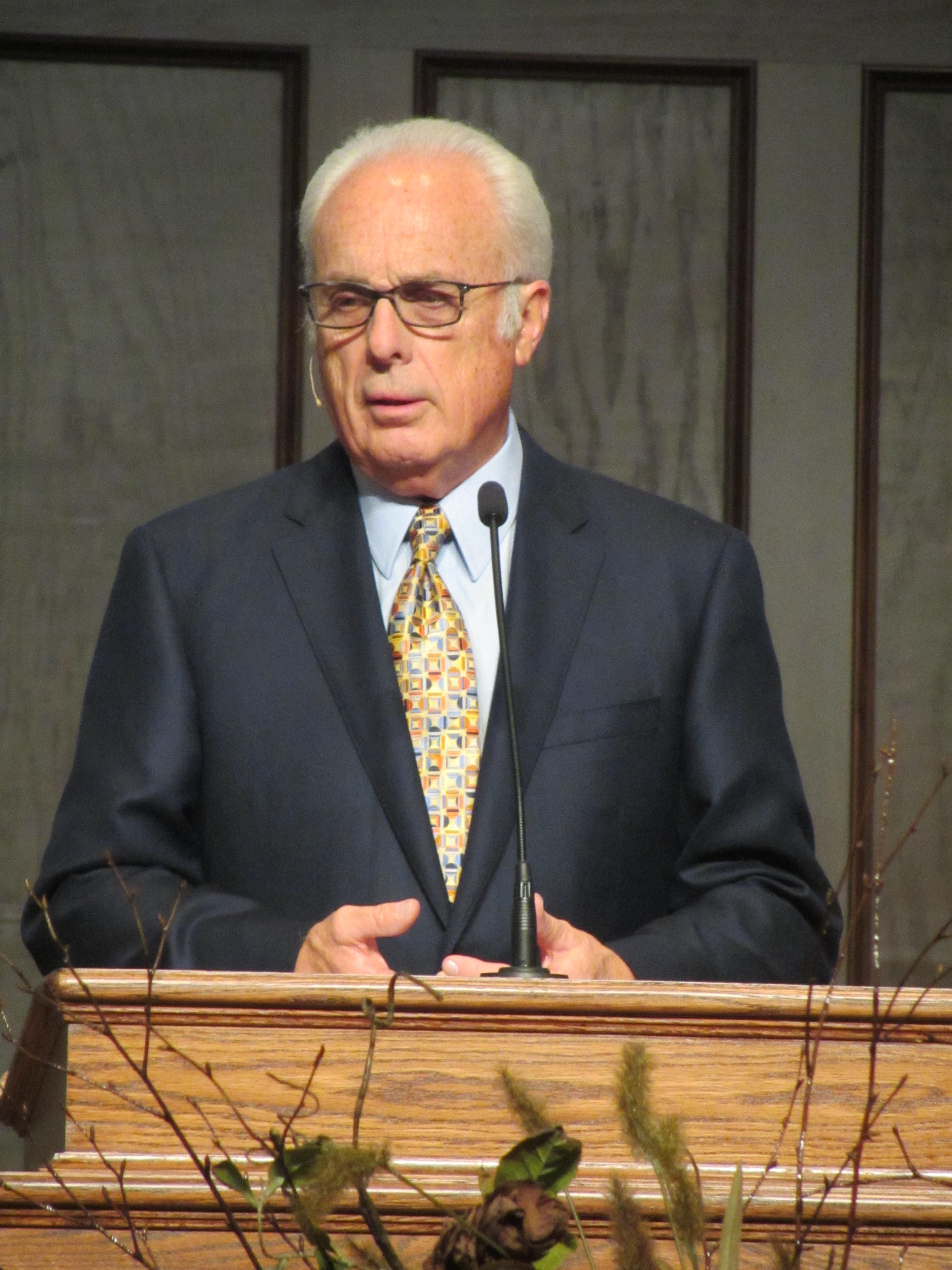
John F. MacArthur (2013)

John Fullerton MacArthur, Jr. (* 19. Juni 1939 in Los Angeles; † 14. Juli 2025 in Santa Clarita) war ein US-amerikanischer Pastor, Prediger, Theologe und Autor. Bekannt wurde er durch sein Glaubenswerk Grace to You (deutsch: Gnade für dich) und seine Auftritte in der Talkshow Larry King Live. In der evangelikalen Welt wurde er eine prägende Figur; dies lag neben seiner Studienbibel (mit mehr als einer Million verkauften Exemplaren weltweit. Stand 2008) auch an seinen zahlreichen Bibelkommentaren und theologischen Publikationen. Innerhalb des Evangelikalismus war er theologisch der calvinistischen Strömung zuzuordnen.

## Leben
John MacArthur war der Sohn des Pastors Jack MacArthur (ein Cousin des US-Generals Douglas MacArthur). Im Alter von 29 Jahren  wurde er 1969 Pastor der Grace Community Church in Sun Valley, wo er leitender Pastor (senior pastor) war. Im selben Jahr 1969 gründete er das Werk Grace To You zur Verbreitung seiner Predigten in Form von Kassetten. Später folgte das gleichnamige Radioprogramm (Erstausstrahlung im Jahr 1977). Später diente Grace To You als Plattform für die weltweite multimediale Verbreitung der Ressourcen MacArthurs. Von 1985 bis 2020 war MacArthur zudem Präsident des Master’s College in Los Angeles (ehemals Los Angeles Baptist College and Seminary).
1986 gründete er das Master’s Seminary, das sich auf dem Gelände der Grace Community Church befindet.
Laut eigenen Aussagen war MacArthur in seiner Jugend ein American-Football-Spieler. Nach einem schweren Autounfall beschloss er jedoch, sich auf die theologische Ausbildung zu konzentrieren und die sportliche Karriere nicht weiter zu verfolgen. Später war er passionierter Golfspieler.
John MacArthur war verheiratet, hatte vier Kinder und mehrere Enkelkinder und Urenkel. Am 14. Juli 2025 starb er im Alter von 86 Jahren infolge einer Lungenentzündung.

## Theologie

### Predigt
John MacArthur war ein Verfechter der „Auslegungspredigt“. In dieser Form der Predigt werden kürzere oder längere Bibelpassagen fortlaufend ausgelegt, oft auch in Serien. Im Mittelpunkt dieser Predigten steht das eigentliche Bibelwort und seine Bedeutung. MacArthur hat seit Beginn seines Pastoraldienstes in einem Zeitraum von 43 Jahren das komplette Neue Testament ausgelegt. Das Ergebnis ist in Form seiner Bibelkommentare auch publiziert worden. MacArthur war der Meinung, dass diese Form der Predigt nach der Bibel die einzig zulässige Form sei.
John MacArthur war ein prominenter Kritiker des „Wohlstandsevangeliums“, der Auffassung, dass materieller Wohlstand als Gunst Gottes vorherbestimmt sei bzw. im Gegenzug für religiöse Verdienste gewährt würde. Ablehnend äußerte er sich gegen die in Teilen der USA beliebten Fernsehprediger, denen er Geldgier und Hochstaplerei vorwarf. Beispielsweise warf er Joel Osteen von der Megakirche Lakewood Church vor, dass dieser durch falsche Versprechen von Reichtum das Evangelium ins Gegenteil verdrehe.
MacArthur sah in der Schöpfungsgeschichte (Genesis 1–3) eine "wörtliche Wahrheit". Wäre der Schöpfungsbericht unzuverlässig, würde das das ganze Christentum ins Wanken bringen. Die wissenschaftliche Kosmologie, welche die Entstehung des Universums als Reihe natürlicher Prozesse erklärt, hielt er für unbelegt. Nur die Bibel als Wort Gottes erkläre den Ursprung der Welt und des Menschen.

### Politik
MacArthur vertrat die Position, dass Christen sich nicht aktiv in der Politik engagieren sollten. Dies führte er vor allem auf Jesus zurück, der sich ebenfalls nicht politisch engagierte und auf ein Königreich hingewiesen habe, das nicht von dieser Welt sei (In the truest sense, the moral, social, and political state of a people is irrelevant to the advance of the gospel. Jesus said that His kingdom was not of this world (John 18:36)). Dennoch sollte laut MacArthur ein Christ sein Wahlrecht wahrnehmen. McArthur unterstützte öffentlich Donald Trump im Wahlkampf 2016 und erklärte: „Ich stimme nicht für den Kandidaten, sondern für die Ideologie, die der Schrift näher kommt!“ (I’m not voting for the candidate, but for the ideology that is closer to Scripture!)
In US-amerikanischen Medien wurde John MacArthur oft als evangelikal-konservative Stimme eingeladen. Unter anderem in dieser Funktion tätigte er einige kontroverse Äußerungen. So war für ihn die Todesstrafe biblisch begründbar (When Jesus told Peter, “Put your sword back into its place; for all those who take up the sword shall perish by the sword” (Matt. 26:52), he was reminding His disciple that the penalty for his killing one of Jesus’ enemies would be to perish himself through execution, which the Lord here acknowledges would be justified).
Auch war für MacArthur jede homosexuelle Neigung und Praxis als Sünde anzusehen. In einem Interview sagte er: „Kein Homosexueller wird jemals in das Himmelreich kommen“. Er war der Meinung, dass niemand „festverdrahtet“ schwul ist, sodass diese Person keine Verantwortung für ihr Handeln hätte.
In Bezug auf die Globale Erwärmung zitierte MacArthur in einer Predigt den 2. Petrusbrief (3,12 ), wo die Himmel in Flammen aufgehen sollen und kommentierte: „But you're not gonna do that with your hairspray - so spray away, walk on the grass, kill a deer and drill for oil!“ (Deutsch: „Das schafft ihr aber nicht mit eurem Haarspray – so sprayt ruhig weiter, geht auf dem Gras, jagt Wild und bohrt nach Öl!“).
In einem Schreiben Ende Juli 2020 bezüglich staatlicher Beschränkungen aufgrund der COVID-19-Situation riet MacArthur den Gläubigen, sich nicht an die COVID-Beschränkungen zu halten. Dabei gab er eine um den Faktor Hundert kleinere Sterberate von COVID-19-Fällen in den USA an, als tatsächlich der Fall war. Weiter behauptete er: „Es gibt keine Pandemie“ (engl.: „There is no pandemic“). So verweigerte die Grace Community Church, deren Pastor MacArthur war, den gesundheitsbehördlichen Regeln für Gottesdienste in Innenräumen während der Coronapandemie Folge zu leisten. „Die gute Nachricht ist, dass ihr hier seid, dass ihr euch nicht distanziert und dass ihr keine Masken tragt. Und es ist auch eine gute Nachricht, dass ihr nicht draußen seid, denn da draußen ist es sehr heiß. Der Herr wusste also, dass wir drinnen und unmaskiert sein mussten.“ predigte MacArthur im August 2020 zu seiner Megachurch. Für ihn sei „die natürliche Immunität, die Gott entwickelt hat, der beste Schutz“. Die Verweigerung führte zu einem monatelangen Rechtsstreit vor Gericht. Nach einer Entscheidung des US Supreme Court musste der Bezirk Los Angeles das Verbot von Gottesdiensten in Innenräumen aufheben. Um den Rechtsstreit mit der Grace Community Church beizulegen, erstatteten der Staat Kalifornien und der Bezirk Los Angeles insgesamt 800.000 $ Anwalts- und Verfahrenskosten an seine Kirche. In einer öffentlichen Erklärung sah sich MacArthur in seinem Handeln bestätigt. Die Ereignisse führten zur Produktion des kostenlosen Filmes "The Essential Church", dessen Name eine Stellungnahme ist gegen die Aussage, dass auf Nicht-Essentielles verzichtet werden soll.

## Schriften (Auswahl)

### Deutsche Übersetzungen
- Die lebendige Gemeinde – Der Plan des Baumeisters für seine Gemeinde. Betanien-Verlag, Bielefeld 2002, ISBN 3-935558-53-8.
- als Herausgeber: Verändertes Denken. Zurück zu einer biblisch-christlichen Weltanschauung. Christliche Literaturverbreitung (CLV), Bielefeld 2005, ISBN 3-89397-655-8.
- Wie man die Bibel studiert – Hilfreiche Ratschläge für jeden Bibelleser. Christlicher Verlag Voice of Hope, Reichshof-Mittelagger 2018.
- Das kraftvolle Evangelium – Wie Paulus es verkündigt hat. Christlicher Verlag Voice of Hope, Reichshof-Mittelagger 2018.
- Das kraftvolle Evangelium – Wie Gott es offenbart hat. Christlicher Verlag Voice of Hope, Reichshof-Mittelagger 2019.
- Gnade für dich – Eine fesselnde Geschichte von Gottes Erlösung. Christlicher Verlag Voice of Hope, Reichshof-Mittelagger 2020.
- Jesus allein – Was es wirklich bedeutet, errettet zu sein. Christlicher Verlag Voice of Hope, Reichshof-Mittelagger 2021.
- Gott in einer Krippe. Christlicher Verlag Voice of Hope, Reichshof-Mittelagger 2022.

### Bibelkommentare
- 1 Corinthians. 1984
  - Der 1. Brief an die Korinther. CLV, Bielefeld 2006, ISBN 978-3-89397-680-5
- 2 Corinthians. 2003
  - Der 2. Brief an die Korinther. CLV, Bielefeld 2008, ISBN 978-3-89397-686-7
- 1 Timothy. 1995
  - Der 1. Brief an Timotheus. CLV, Bielefeld 2001, ISBN 978-3-89397-624-9
- 2 Timothy. 1995
  - Der 2. Brief an Timotheus. CLV, Bielefeld 2003, ISBN 978-3-89397-643-0

### Studienbibeln
- The MacArthur Study Bible. 1997
  - MacArthur Studienbibel. CLV, Bielefeld 2002, ISBN 978-3-89397-045-2